# Catocala electilella
Catocala electilella är en fjärilsart som beskrevs av Embrik Strand 1914. Catocala electilella ingår i släktet Catocala och familjen nattflyn. Inga underarter finns listade i Catalogue of Life.